# Staurois
Staurois es un género de anfibios anuros de la familia Ranidae. Sólo una de las cinco especies del género se encuentra amenazada según la Lista Roja de la UICN, aunque las poblaciones de todas tienden a decrecer. Su rango de distribución abarca las islas de Borneo y Filipinas.

## Sistemática y Taxonomía
Fue descrito por primera vez por Cope en 1885 a partir de un ejemplar de Ixalus natator Günther, 1858. En 1918, George Albert Boulenger lo designó Simomantis basándose en un ejemplar de Ixalus latopalmatus Boulenger, 1887. Diversos autores modernos lo consideran cercano al género Amolops.

### Especies
Actualmente se incluyen en este género 6 especies:
- Staurois guttatus Günther, 1858
- Staurois latopalmatus  (Boulenger, 1887)
- Staurois natator  (Günther, 1858)
- Staurois nubilus (Mocquard, 1890)
- Staurois parvus Inger & Haile, 1959
- Staurois tuberilinguis Boulenger, 1918